# ネーヴィス・フェレイラ (サントメ・プリンシペ)
ネーヴィス・フェレイラ(Neves Ferreira)はサントメ・プリンシペ領プリンシペ島南部にある村。 
小規模な学校と教会がある。